# Юнія Торквата
Юнія Торквата (27 рік до н. е. — 55 рік н. е.) — весталка, політичний діяч ранньої Римської імперії.

## Життєпис
Походила з роду нобілів Юніїв. Донька Гая Юнія Сілана та Аппіі Клавдії. У 20 році до н. е. увійшла до колегії весталок. З настання повноліття активно включилися у політичні процеси, підтримуючи своїх родичів на державних посадах.
У 20 році н. е. клопотала щодо захисту свого брата Гая Сілана, звинуваченого у здирництві та образі величності імператорів Августа та Тіберія. В значной мірі завдяки їй брата не стратили, а відправили у заслання. У 13 році відмовилася залишити колегію весталок.
У 54 році очолила колегію весталок, ставши Vestalis maxima. З цього моменту про її діяльність немає відомостей.